# Stelletta normani
Stelletta normani är en svampdjursart som beskrevs av William Johnson Sollas 1880. Stelletta normani ingår i släktet Stelletta och familjen Ancorinidae.
Artens utbredningsområde är Norge. Arten är reproducerande i Sverige. Inga underarter finns listade i Catalogue of Life.